# Pitcairnia oranensis
Pitcairnia oranensis är en gräsväxtart som beskrevs av Lyman Bradford Smith. Pitcairnia oranensis ingår i släktet Pitcairnia och familjen Bromeliaceae. Inga underarter finns listade i Catalogue of Life.